# (2917) Sawyer Hogg
(2917) Sawyer Hogg – planetoida z pasa głównego asteroid okrążająca Słońce w ciągu 4 lat i 247 dni w średniej odległości 2,8 j.a. Została odkryta 2 września 1980 roku w Lowell Observatory (Anderson Mesa Station) przez Edwarda Bowella. Nazwa planetoidy pochodzi od Helen Sawyer Hogg (1905–1993), kanadyjskiej astronom. Nazwę zaproponował C. E. Spratt. Przed nadaniem nazwy planetoida nosiła oznaczenie tymczasowe (2917) 1980 RR.